# La Chapelle-Baloue
La Chapelle-Baloue är en kommun i departementet Creuse i regionen Nouvelle-Aquitaine i de centrala delarna av Frankrike. Kommunen ligger i kantonen Dun-le-Palestel som tillhör arrondissementet Guéret. År 2022 hade La Chapelle-Baloue 118 invånare.

## Befolkningsutveckling
Antalet invånare i kommunen La Chapelle-Baloue
Referens:INSEE